# ماتي سكلين
ماتي سكلين مواليد 13 ديسمبر 1974 في زغرب، جمهورية كرواتيا الاشتراكية، هو لاعب كرة سلة كرواتي سابق. بدأ مسيرته الاحترافية في سنة 1993. لعب مع نادي سيدفيتا لكرة السلة. يبلغ طوله 6 قدم 11 بوصة (2.1 م). اعتزل اللعب في 2009.

## المسيرة الاحترافية
لعب مع سيبونا من سنة 1995 إلى 1999، ثم لعب مع سسكا موسكو في الدوري الروسي في موسم 1999–2000، ثم لعب مع سيبونا في موسم 2000–2001، ثم لعب مع كركا في موسم 2001–2002، ثم لعب مع فورتيتودو بولونيا في الدوري الإيطالي في موسم 2002–2003، ثم لعب مع لو مان سارت باسكت في الدوري الفرنسي في موسم 2004–2005، ثم لعب مع سيبونا في موسم 2005–2006، ثم لعب مع لو مان سارت باسكت في سنة 2006.

## روابط خارجية
- ماتي سكلين على موقع الاتحاد الدولي لكرة السلة (الإنجليزية)
- ماتي سكلين على موقع كرة السلة الأوروبية.كوم (الإنجليزية)
- ماتي سكلين على موقع ريلجم (الإنجليزية)
- ماتي سكلين على موقع بروبوليرز (الإنجليزية)
- ماتي سكلين على موقع سبورتس رفرنس (الإنجليزية)